# Шаховской музей
Шаховской районный историко-краеведческий музей — музей исторического профиля в городском округе Шаховская, посвящённый истории Шаховского края Московской области.

## История музея
Был основан решением «О создании инициативной группы по организации народного историко-краеведческого музея» исполкома Шаховского районного Совета народных депутатов. Основанием для этого решения послужило «Открытое письмо инициативной группы» с обращением о создании районного музея, опубликованное в декабре 1970 года в районной газете «Путь Октября». Координировать работу по формированию коллекций будущего музея было поручено заведующему РОНО Николаю Александровичу Скородумову, заведующему отделом культуры В. Г. Пинчуку и председателю районного отделения ВООПИК Алексею Васильевичу Федотову. Проект экспозиции будущего музея был подготовлен правлением Шаховского отделения ВООПИК в 1977 году.
16 апреля 1980 года Исполком Шаховского районного Совета народных депутатов принял решение «Об открытии Шаховского районного историко-краеведческого музея» и 21 апреля того же года музей на общественных началах был открыт в помещении районного Дома культуры. Директором музея был назначен Рувим Аншелевич Раппопорт (1911—1991), краевед, ветеран войны и труда, бывший директор и учитель истории Шаховской средней школы № 1. На момент открытия музея в его основном фонде насчитывалось 500 предметов.
К 9 мая 1984 года музей был переведён в новое деревянное здание, специально построенном для него методом «народной стройки» при участии местного деревообрабатывающего завода, леспромхоза других предприятий. В трёх просторных залах была развернута выставка, рассказывающая об истории Шаховского района.
16 марта 1988 года за активную работу по воспитанию трудящихся и молодёжи Министерством культуры РСФСР Шаховскому музею было присвоено почётное звание «Народный музей».
14 июля 2003 года решением Совета депутатов Шаховского района народный музей был реорганизован в муниципальное учреждение культуры «Шаховской районный историко-краеведческий музей», а 22 июля 2011 года музей получил статус бюджетного учреждения.
8 октября 2014 года было введено в эксплуатацию новое современное здание музея.

## Музей сегодня
Собрание музея освещает историю городского округа Шаховская, все предметы были подарены местными жителями. Среди них предметы крестьянского быта Волоколамского уезда начала XX века, столярные и слесарные инструменты конца XIX — начала XX веков, утюги, самовары и швейные машинки, кринки, кувшины, корчаги, изготовленные более полувека назад на территории Шаховского района. Документальные материалы представлены письмами шаховчан первой половины XX века, воспоминаниями участников ВОВ и тружеников тыла, материалами Бухоловского волостного правления Волоколамского уезда (конец ХIХ — начало XX вв.), документами чиновника Егора Андреевича Смирнова (1903—1934 гг.), слушательницы Высших женских курсов Софьи Андреевны Казамановой (конец ХIХ — начало XX вв.), а также фотографиями станции Шаховская и её общественной жизни начала XX века, книгами из личных библиотек шаховчан, картами Шаховского района за 1929—1980 год, в том числе мензульными съёмками района периода 1929—1931 годов, представляющих планы местности всего района. В 2021 году Шаховской музей начал работу по систематизации видеокассет ранее существовавшей местной телекомпании.
Музейная коллекция «Природные материалы» состоит из большого числа геологических, петрографических, рудных и палеонтологических образцов, собранных геологом Б. В. Ильиным в окрестностях Шаховской. «Нумизматика» включает серебряные и медные монеты XVII-XX века, ордена и медали, переданные жителями района. В коллекции «Ткани. Кожа. Одежда» представлены уникальные предметы: фелонь священника Успенской церкви села Левкиево начала XX века, кожаные сапоги, изготовленные в Дулеповской артели в 1930-е годы.
В музее работает четыре экспозиционных зала с временными и постоянными выставками: «Страницы истории края», «Выставка исчезнувших вещей» и другие.
Шаховской музей участвует в ежегодной акции «Ночь музеев», проводит пешие экскурсии по посёлку Шаховская, интерактивные программы, квесты и квизы.
В помощь туристу на базе музея организован туристско-информационный центр ТИЦ «Подмосковье» в виде информационной стойки.